# Varga Csilla
Varga Csilla (Budapest, 1947 –) magyar zongoraművész.

## Életpálya
Nyolcéves korában kezdett zongorázni Szalay Irénnél. 14 évesen a „rendkívüli tehetségek" felvételijén bekerült a Liszt Ferenc Zeneművészeti Főiskolára, ahol Nemes Katalin növendéke lett. Kamarazenét későbbi férjétől, Mihály Andrástól tanult. Az 1968-as „Végzősök versenyén" első díjat nyert. Még ebben az évben az Országos Filharmónia szólistája lett. A Magyar Rádió országos Beethoven-versenyén második díjat nyert, a Magyar Rádió Országos Zongoraversenyén - Kocsis Zoltán mögött - szintén második helyezést ért el.
Koncertezett Csehszlovákiában, a Szovjetunióban, Ausztriában, Angliában, Lengyelországban, Jugoszláviában, Olaszországban, Spanyolországban, Hollandiában, Kubában, Finnországban, Svédországban, Németországban, ahol állandó kamarapartnerével, Onczay Csabával is adott koncerteket. Partnereivel – többek között Perényi Eszterrel, Perényi Miklóssal, Oláh Vilmossal, Konrád Györggyel, Nagy Enikővel – többek közt a Rádióban, a Zeneakadémián, a Régi Zeneakadémián, a Fészek Művészklubban, az Óbudai Társaskörben, az MTA Dísztermében, a Nádor Teremben lépett fel.
A tanítás mellett fiatal művészek – zongoristák, más hangszeresek, énekesek – zenei továbbképzésében vesz részt.
Repertoárján a zongora- és kamaraművek sokasága szerepel Bachtól a klasszikusokon és a romantikusokon keresztül a kortárs szerzőkig. Elkötelezettje a XX. századi magyar zeneszerzők előadásának, bemutatásának.